# Dmitrij Stocki
Dmitrij Walerjewicz Stocki (ur. 1 grudnia 1989 w Królewcu) – rosyjski piłkarz, grający jako pomocnik.

## Kariera piłkarska
Wychowanek królewieckich klubów Junost´ i Bałtika. W pierwszym składzie Bałtiki zadebiutował w listopadzie 2009 w meczu z Nostą Nowotroick. Sezon 2010 spędził na wypożyczeniu w litewskim FC Klaipėda, w tym czasie proponowano mu transfer do CSKA Moskwa. W lutym 2015 podpisał kontrakt z klubem Priemjer-Ligi, FK Ufa, gdzie wystąpił po raz pierwszy w meczu z Dinamo Moskwa, 8 marca 2015. W 2018 przeszedł do FK Krasnodar, a w 2022 do FK Niżny Nowogród.